# Пресса Украины

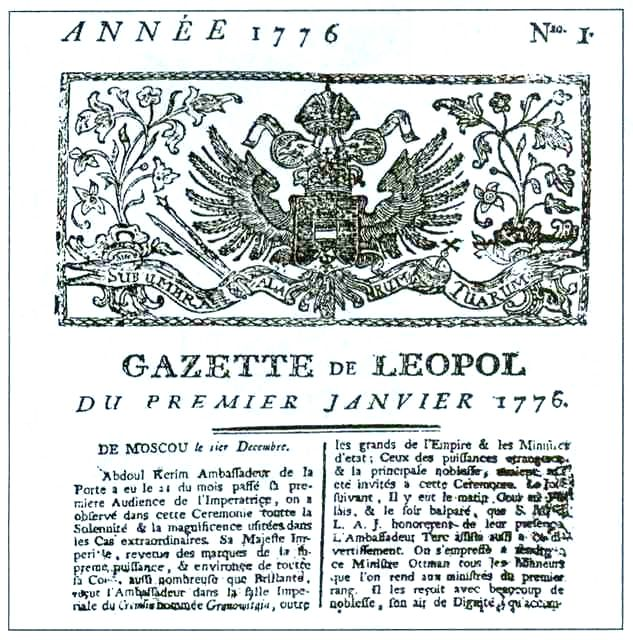
Первый номер газеты «Gazette de Leopol» за 1776 г.

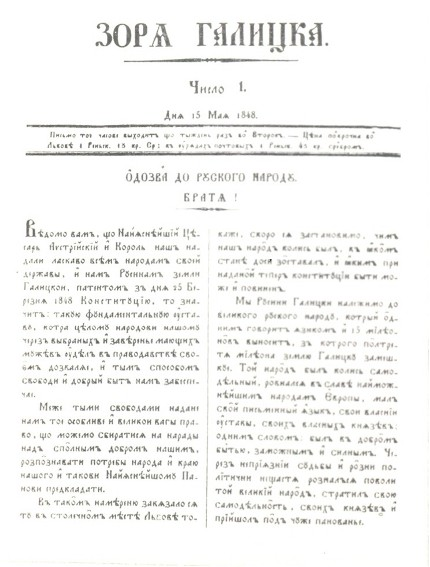
Первый номер газеты «Зоря Галицкая» (15 мая 1848 г.)

Пресса Украины — совокупность печатных изданий (периодики), издаваемых на территории Украины, а также в диаспоре, на украинском языке.

## История
Историки относят начало зарождения украинской прессы к печатным универсалам гетмана Войска Запорожского И. Выговского (1657—1659), в которых помещались не только приказы и распоряжения, но и различные текущие сведения.

### Российская империя
В России предшественником газет считаются рукописные «Вестовые письма, или куранты» (1621). Появление первой газеты в России связана с именем Петра I («Ведомости», 1702—1727). C 1728 до 1917 выходили «Санкт-Петербургские ведомости», с 1756 по 1917 — «Московские ведомости».
Собственно газетное дело на Украине начинает развиваться со второй половины XVIII век («Gazette de Leopol», Львов, 1776;  «Харьковскіе Патріотическіе Листы», 1807 и «Харьковский еженедельник», 1812; «Одесский вестник», 1828). C 1838 во всех губернских городах начали издаваться «Губернские ведомости», которые выходили до 1917 (в Екатеринославе, ныне г. Днепр и Херсоне до 1918). Местом издания «Волынских губернских ведомостей» был Житомир.
В общей массе печатной продукции, выходящей на Украине в XIX веке, преобладали издания журнального типа; впрочем, различие между газетой и журналом часто была нечетким. Официальные губернские и городские газетные издания складывались, как правило, из 2-х частей: в первой помещались официальные распоряжения правительства и местных властей, различные объявления; во второй — внимание фокусировалось на сообщениях о местных новостях. Особенностью тогдашней газетной периодики было помещения в ней широкого круга сведений историко-краеведческого характера — статей по истории, этнографии, географии края, а также актуальных медицинских, хозяйственных вопросов.
Со второй половины XIX в. газеты на Украине становятся ориентированными по направлениям и жанрам. Образцом газеты монархически-консервативного направления был «Киевлянин» (1864—1919), которую субсидировало царское правительство. Либеральной ориентации придерживались негосударственная газета «Киевский телеграф» (1873—1876 — фактический орган Киевской общины), «Киевское слово», «Волынь» (Житомир), «Южный край» (Харьков), «Воскресное Чтеніе» (Киев), «Степь» (Екатеринослав), демократической — «Черниговский листок».
На Западной Украине диапазон политической ориентации прессы был ещё шире. Неоднократно меняла направление «Зоря галицкая». Самой старой и на протяжении длительного времени единственной ежедневной газетой на Украине было львовское издание «Діло» (1880—1939), которое зарекомендовало себя как всеукраинский печатный орган с независимым, а следовательно — временами оппозиционным направлением. Газета вела борьбу за права украинцев в Австро-Венгрии. Радикальным направлением отличалась также газета «Світ» (1881—1882) и другие. Под редакцией И. Франко и М. Павлика издавалась газета «Хлібороб» (1891—1893, Львов).
Указы царского правительства, направленные на запрет украинской печати, заставляли украинцев Приднепровской Украины удовлетворять свои информационные потребности печатной продукцией на русском и польском языках. Первая мировая война привела к полному разрушению украинского газетного дела. Возрождение его стало возможным лишь в 1917—1921 годах. Правопреемником газеты «Рада» стала «Новый совет», среди рабочих была популярной «Робітнича газета» («Рабочая газета»), среди крестьян — «Народна воля» («Народная воля») и «Боротьба» («Борьба»).
Газеты издавались не только в губернских центрах, но и в уездных городах. Появляются официальные газетные издания — «Вісті з Української Центральної Ради», «Вісник Генерального Секретаріату України», «Вісники» отдельных министерств и правительственных учреждений, которые выходили в Киеве, Виннице, Каменце-Подольском. В Западно-Украинской Народной Республике издавались газеты «Свобода», «Народ», «Республика» и др. Всего в 1918 году издавалось 127 украинских газет.

### Советское время
С установлением советской власти количество газет на Украине значительно уменьшилась. Украиноязычная пресса почти исчезла — в 1923 году выходило лишь 28 украинских газет. С провозглашением курса на украинизацию[когда?] положение украиноязычной прессы несколько улучшились: по состоянию на 1 марта 1926 издавалось уже 50 украинских газет. В 1932 году украинизация прессы достигла 87,5 %. На украинском печатались «Комуніст» («Коммунист») в Харькове (двуязычный), «Известия ВУЦИК», «Більшовик України» («Большевик Украины»)в Киеве, «Селянська біднота» («Сельская беднота») . На территории Западной Украины, в условиях польского влияния, «Діло» и «Український голос» должны были часто менять названия.
В общем, информационная политика в СССР имела определенные признаки либерализации, связанные с критикой «культа личности» (конец 50-х), а затем сменялись периодами цензурных притеснений и гонений[когда?] на украинское слово. Наиболее тиражными были: «Советская Украина» (переименована в 1943 году на «Коммунист»), «Правда Украины», «Сельские вести», «Рабочая газета». Областных газет в 1980 году выходило 72, городских и районных — 531.

### Независимая Украина
С обретением независимости Украины структура украинских СМИ существенно изменилась. Ежегодно увеличивалось количество периодических изданий, появились различные виды печатных СМИ.
На сегодня на Украине зарегистрировано около 29 000 различных видов печатных периодических изданий, среди которых газеты, журналы, альманахи, бюллетени, дайджесты, сборники, календари и др.

## Издательства
см. Издательство